# 종교적 철학
종교적 철학 (Religious philosophy)은 개별 종교에 의해서 영감받고 가르침을 받은 철학적 사고(philosophical thinking)이다. 종교적 철학은 객관적으로 실천될수 있고, 각 종교를 믿는 신자들이 설득하는 도구로 사용할수도 있다. 종교를 철학적으로 탐구하는 종교 철학과는 다른 의미이다. 종교적 철학은 각 종교를 철학적으로 탐구하여 그 종교를 체계화하고 변호하는 학문적 활동이다.
종교 철학은 특별한 믿음의 체계를 세우기위하여 문제를 탐구하기 보다는 전체적으로 종교의 본질에 관련된 문제들을 논의하는데 중점을 두는 점에서 차이가 있다. 종교 철학은 신앙인이나 불신자에 의해서도 이성적으로 조사될수있도록 목표를 갖는다.
각 종교의 다양한 종교적 철학은 다음과 같다:
- 아즈텍 철학
- 불교 철학
- 기독교철학
- 힌두교 철학
- 이슬람 철학
- 자이나교 철학
- 유대인 철학
- 시크교 철학
- 도교 철학
- 조로아스터교 철학

## 같이 보기
- 종교 철학